# Pierwszy rząd Andriusa Kubiliusa
Pierwszy rząd Andriusa Kubiliusa – dziesiąty rząd Republiki Litewskiej od ogłoszenia niepodległości w 1990.
Funkcjonował od 11 listopada 1999 do 9 listopada 2000. Zakończył swoje urzędowanie po porażce koalicjantów (Związku Ojczyzny i Litewskiej Partii Chrześcijańskich Demokratów) w wyborach parlamentarnych w 2000.

## Skład rządu
- premier: Andrius Kubilius
- minister edukacji i nauki: Kornelijus Platelis
- minister finansów: Vytautas Dudėnas
- minister gospodarki: Valentinas Milaknis
- minister kultury: Arūnas Bėkšta
- minister obrony: Česlovas Stankevičius
- minister ochrony socjalnej i pracy: Irena Degutienė
- minister ds. reform administracji publicznej: Jonas Rudalevičius
- minister rolnictwa: Edvardas Makelis
- minister spraw wewnętrznych: Česlovas Blažys
- minister spraw zagranicznych: Algirdas Saudargas
- minister sprawiedliwości: Gintaras Balčiūnas
- minister środowiska: Danius Lygis
- minister transportu: Rimantas Didžiokas
- minister zdrowia: Raimundas Alekna